# Powstanie w Brazylii (1935)
Powstanie w Brazylii (1935) – krótkotrwała rebelia komunistyczna w Brazylii.
W pierwszej połowie lat 30. Brazylijska Partia Komunistyczna (PCB) działała w ramach systemu parlamentarnego. W marcu 1935 roku komuniści powołali sojusz Aliança Nacional Libertadora (ANL). Do koalicji dołączyły umiarkowane ugrupowania określane przez komunistów mianem „burżuazyjnych”. ANL w zamyśle komunistów miał służyć jako front ludowy. Choć liderem ANL był komunista Luís Carlos Prestes, to koalicja miała o wiele szerszy charakter. Należały do niej organizacje niekomunistycznej lewicy, liberałów i katolików.
W lipcu 1935 roku ANL został zdelegalizowany. Formacja zeszła do podziemia, a PCB rozpoczęła przygotowania do powstania przeciwko prezydentowi Getúlio Vargasowi. Przygotowaniom do puczu towarzyszyła kampania propagandowa Międzynarodówki Komunistycznej przeciwko rządowi Brazylii. Komintern przedstawiał brazylijski rząd jako satelicki reżim Stanów Zjednoczonych.
Rebelia rozpoczęła się 23 listopada 1935 roku. Komuniści przystąpili do ofensywy w regionach Rio Grande do Norte, Pernambuco i Rio de Janeiro. Siły rebeliantów zostały rozbite w przeciągu czterech dni. W reakcji na powstanie rząd wprowadził stan wojenny. Rozpoczęły się rządowe represje przeciwko komunistom, jak i pozostałym przeciwnikom rządu. Powstanie było jednym z czynników, które umożliwiły w 1937 roku przejęcie przez Vargasa dyktatorskiej władzy.